# Nicolas Benois
Nicolas Leontievitch Benois (en ruso: Николай Леонтьевич Бенуа; San Petersburgo, 1 de julio de 1813 - San Petersburgo, 11 de diciembre de 1898) fue un arquitecto ruso activo principalmente en Peterhof y en las cercanías de San Petersburgo.

## Biografía

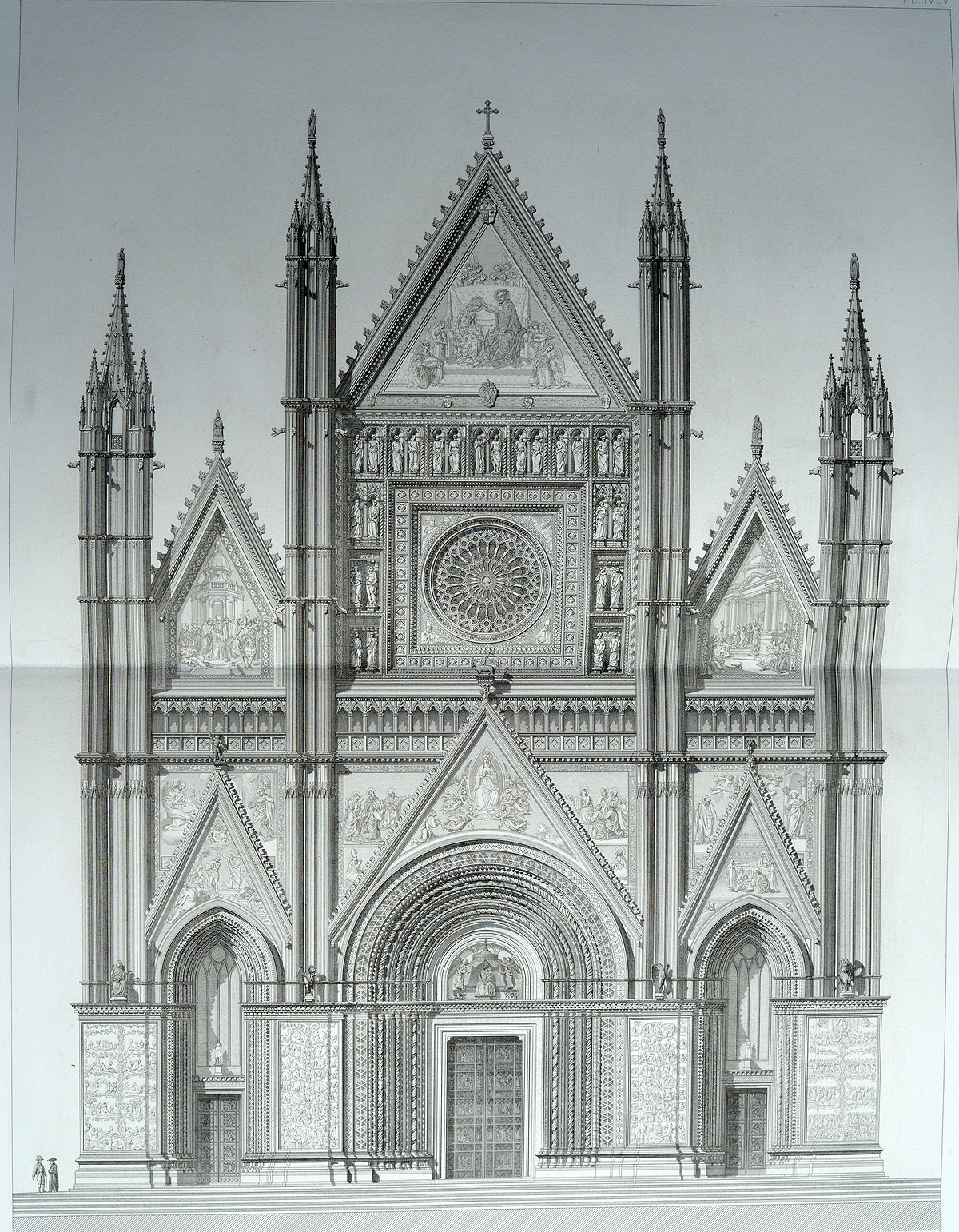
Dibujo de la Catedral de Orvieto, realizada por N. Benois en colaboración con Krakau y Rezanov

Nicolas Leontievitch Benois nació en Rusia, hijo de Anna Katarina (Groppe), de ascendencia alemana, y de Louis César Benois, pastelero francés. Nicolas estudió de 1827 a 1836 en la escuela alemana Sankt Petri Schule y luego en la Academia Imperial de las Artes. Tras finalizar sus estudios, fue arquitecto asistente de Konstantín Thon. De 1840 a 1846 trabajó en el extranjero con Alexander Krakau y Alexander Rezanov. Viajó a Alemania, Francia, Suiza, Austria e Inglaterra, y vivió en Italia durante mucho tiempo.  A su regreso en Rusia, se convirtió en arquitecto de la corte de zar Nicolás I y supervisó varios proyectos en la ciudad de Peterhof, incluyendo los Principales étables impériales (1847–1852). En 1848 recibió el título de académico, y en 1850 fue nombrado arquitecto jefe de Peterhof.
Fue muy conocido en la Rusia del siglo XIX por sus obras de estilo neogótico.
Se casó con Camilla, la hija de Alberto Cavos, el arquitecto del Teatro Mariinsky. La pareja tendría cuatro hijos, Alexandre Benois, especializado en escenografía, Albert Benois, pintor, y Leon Benois, que se convirtió en un arquitecto distinguido. Su hija se casó con el escultor Eugeny Alexandrovich Lanceray, y ese matrimonio tuvo como descendientes a los artistas Zinaída Serebriakova y Yevgueni Lanseré. El actor Peter Ustinov es uno de sus bisnietos.

## Obras
Nicolas Benois diseñó algunas de las primeras estaciones de ferrocarril en Rusia, incluyendo las de Strelna, de Tsarskoye Selo y de la nuevo Peterhof, que será considerada su mejor obra. También hizo el castillo de Popov en Ucrania, en estilo neogótico.

## Galería de obras de Nicolas Benois

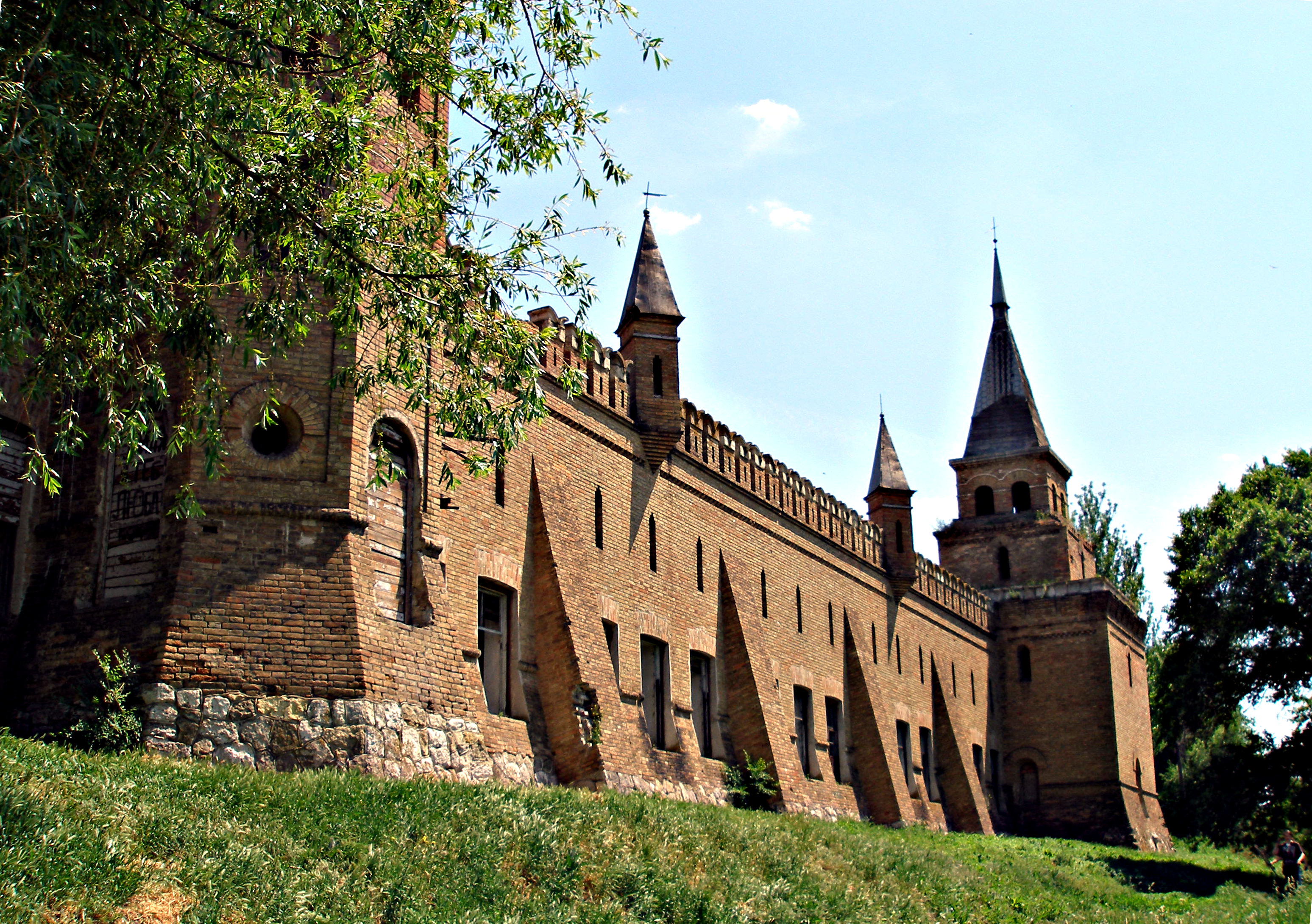
Castillo de Popov en Ucrania.
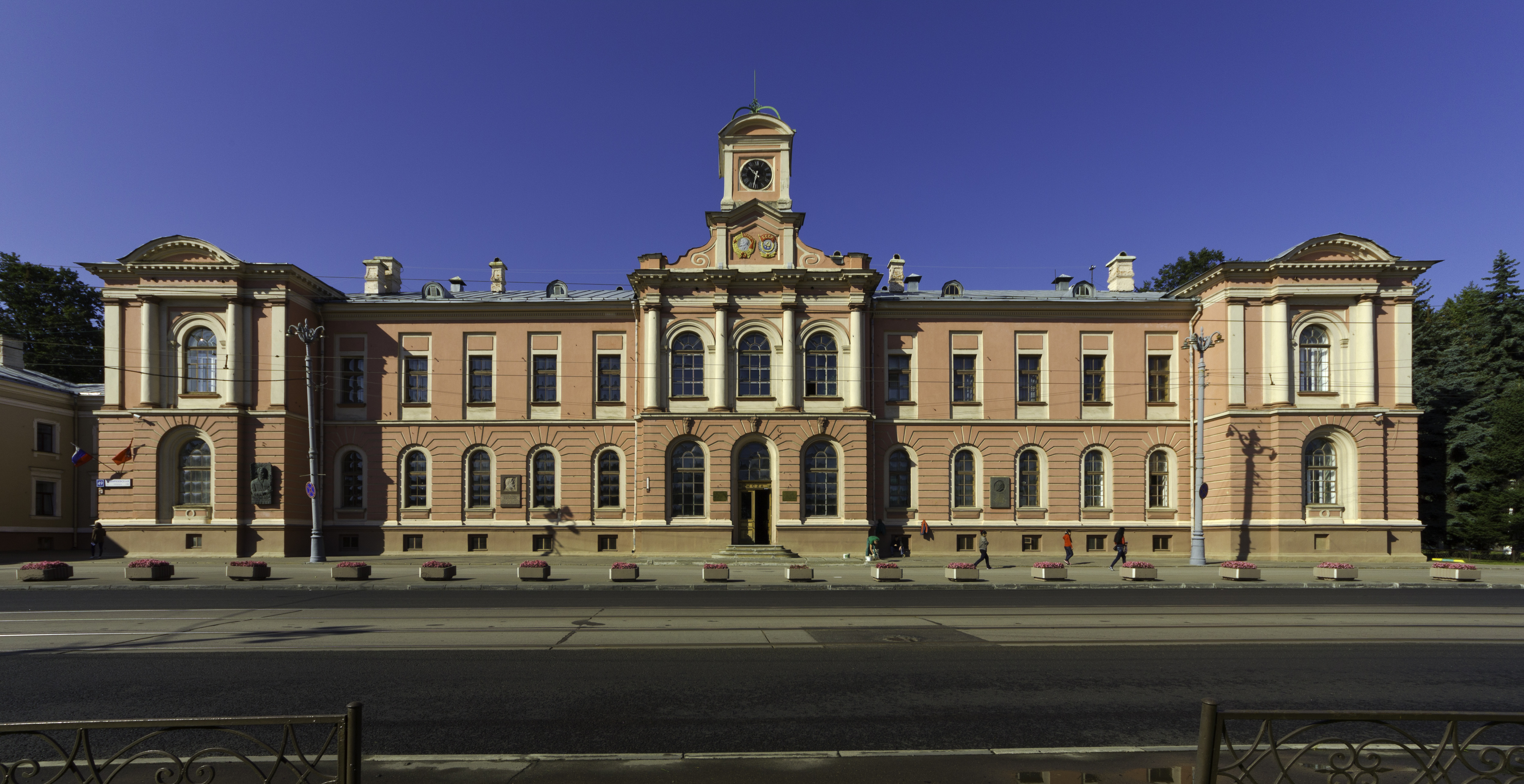
Universidad Nacional de Agricultura
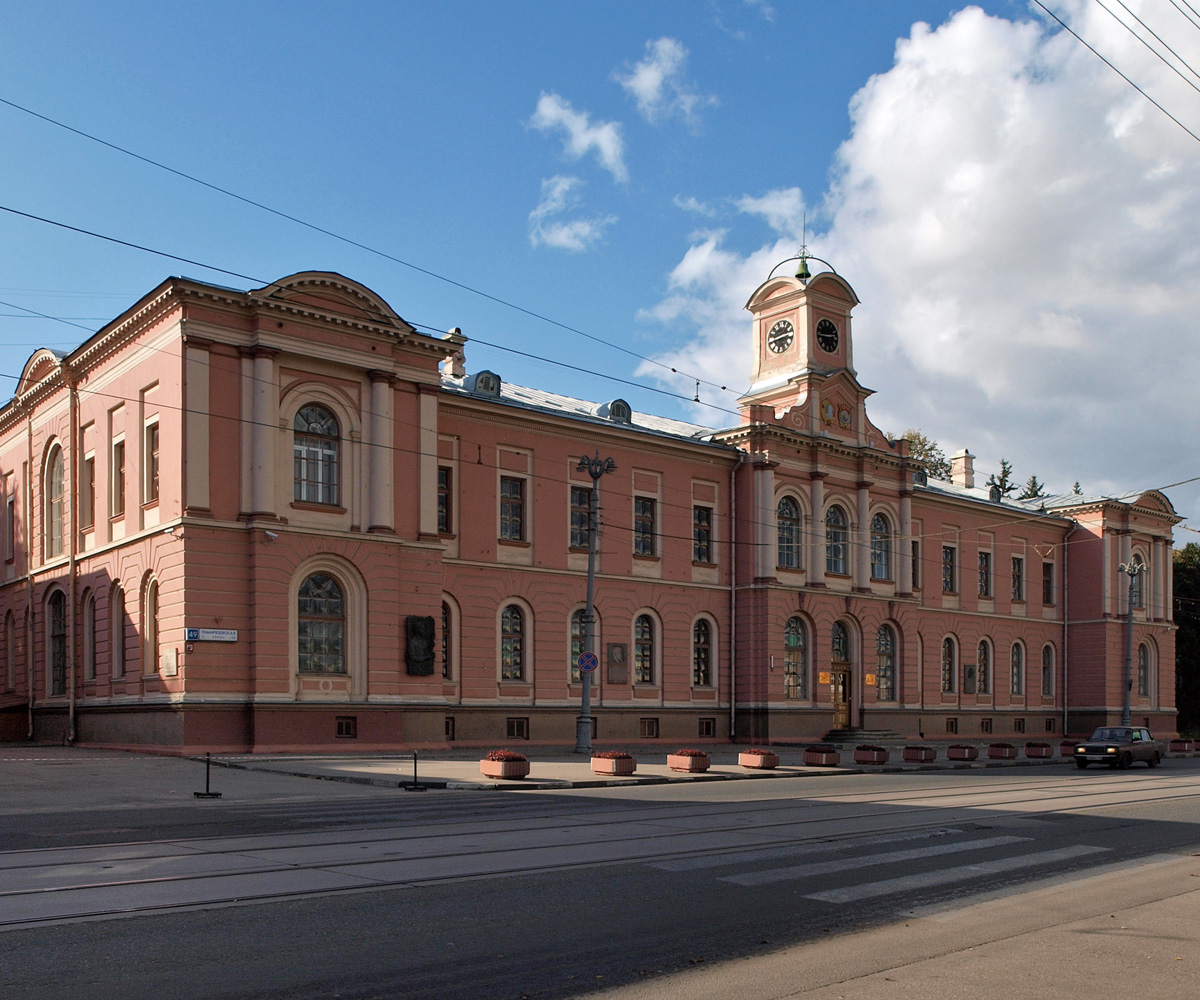
Universidad Nacional de Agricultura
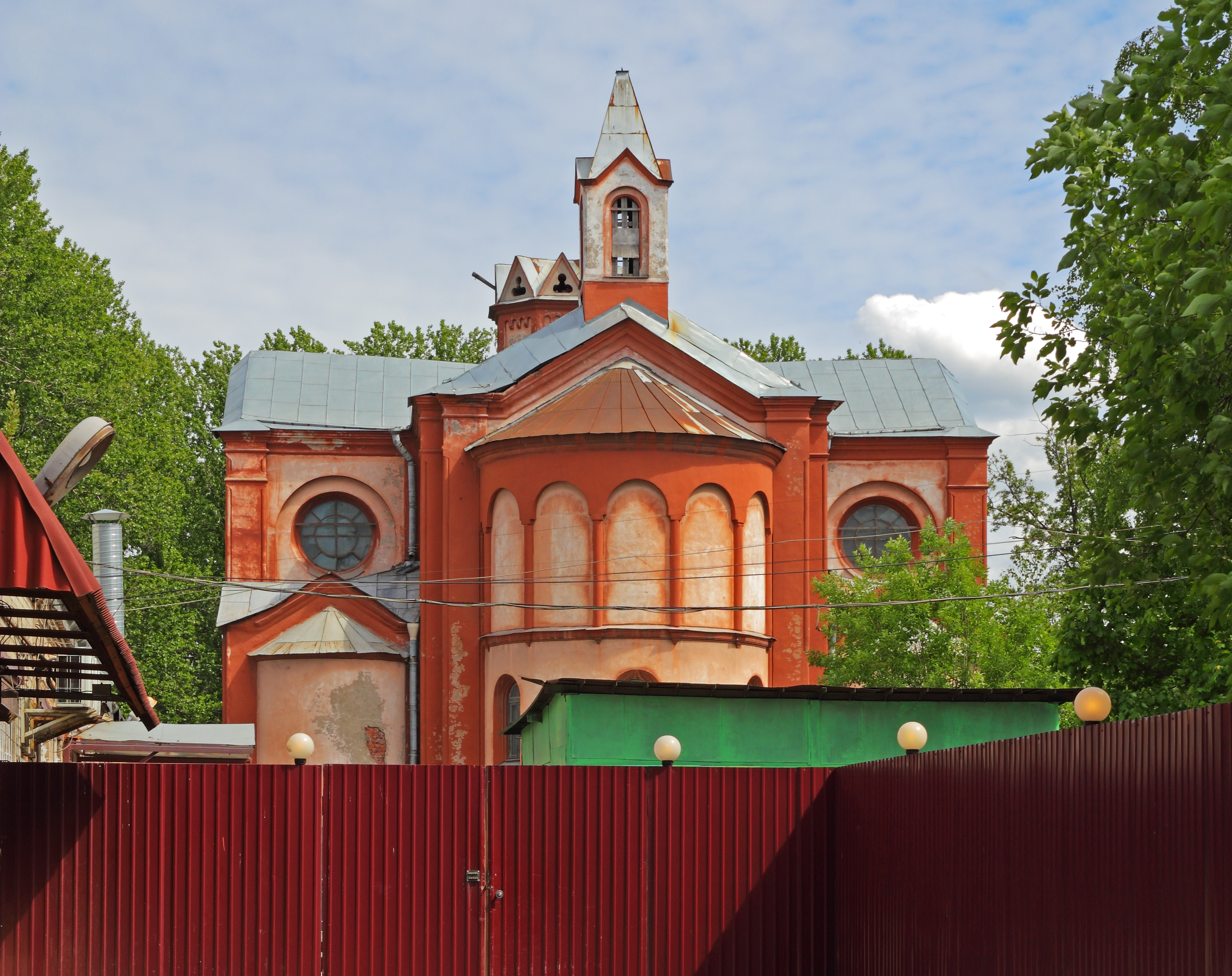
Antigua iglesia Sainte-Marie.

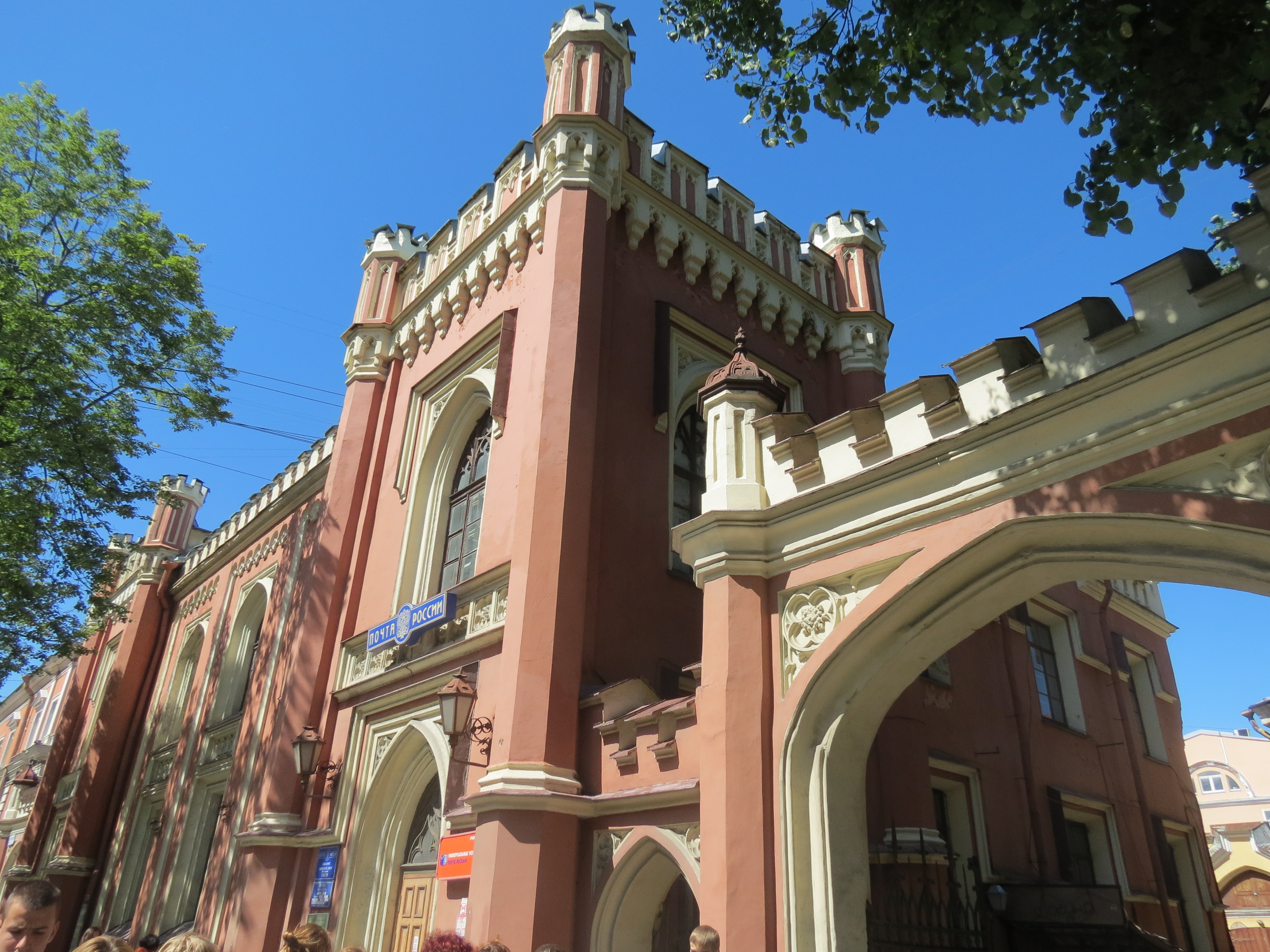
Conjunto gótico en Peterhof
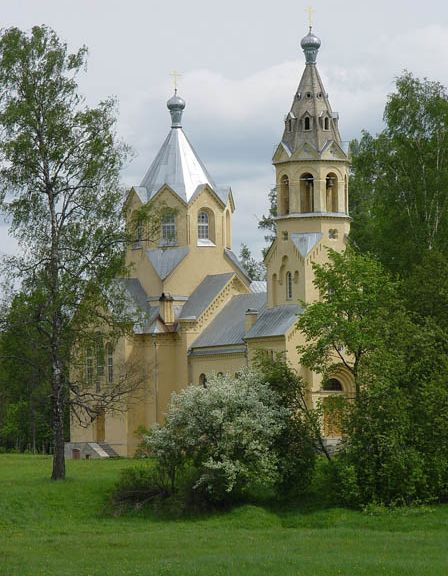
Iglesia de Lisino.
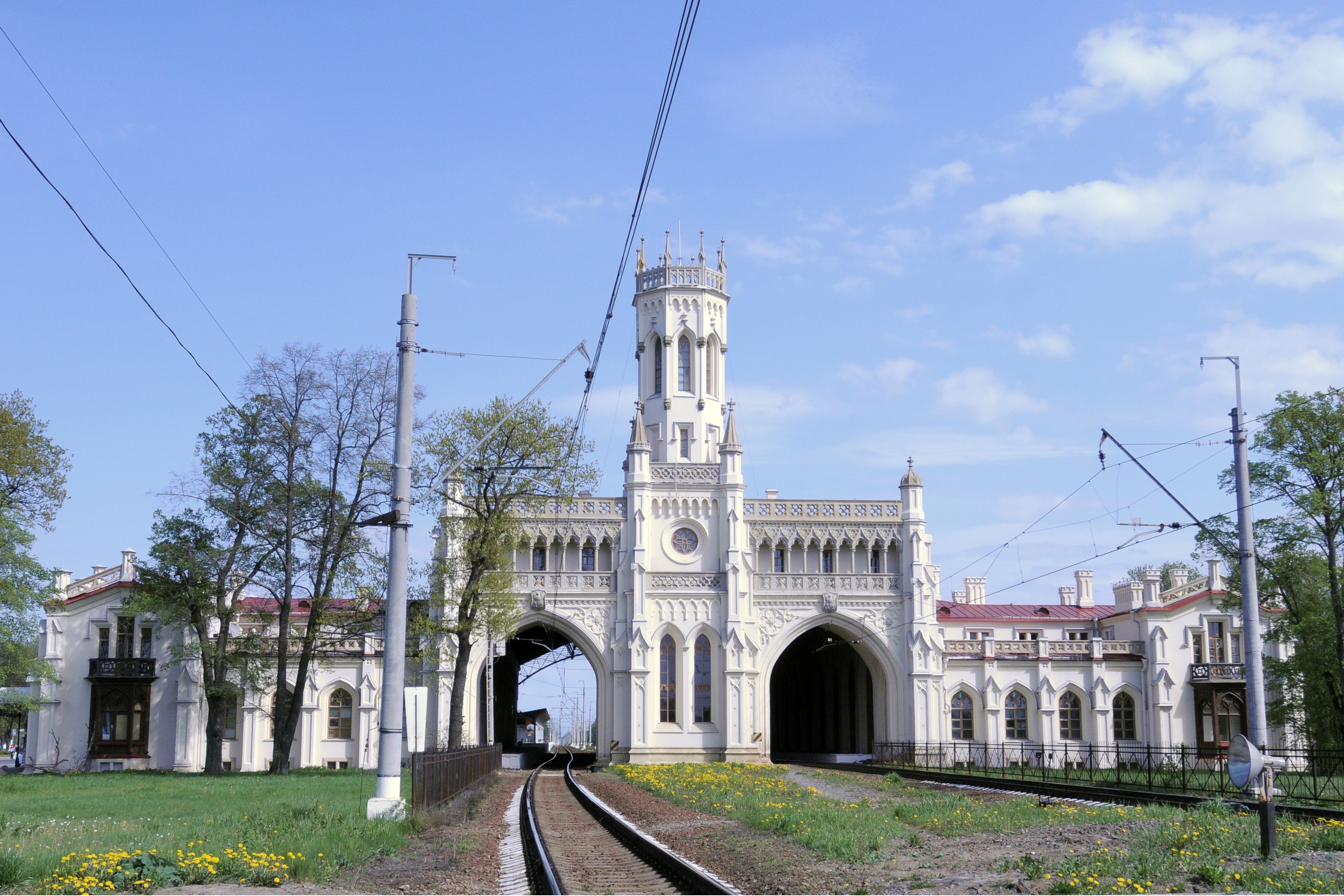
La nueva estación de tren de Peterhof.
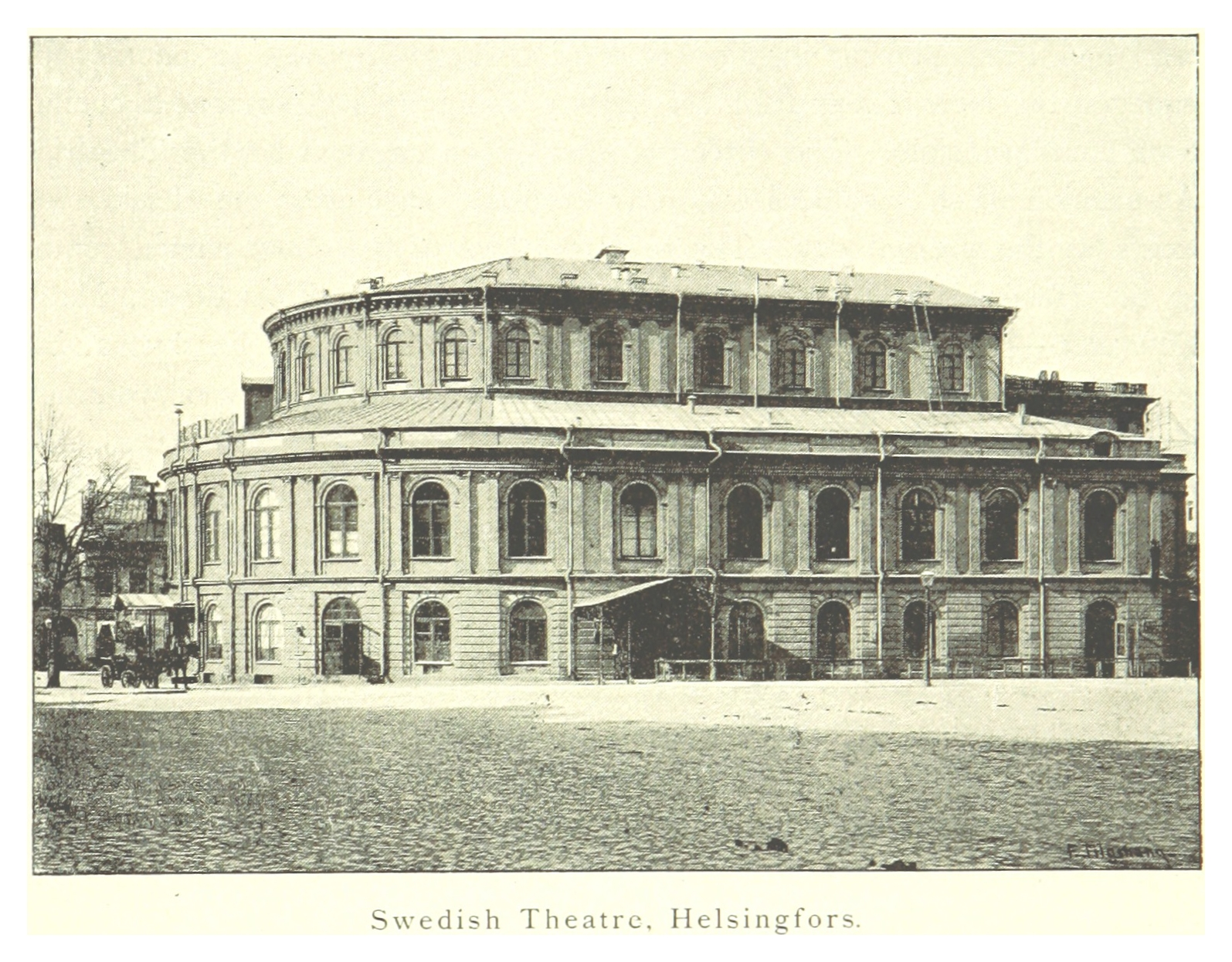
Teatro Sueco (1866) de Helsinki en 1894, remodelado en 1936 el exterior por Eero Saarinen